# Marius Robescu
Marius Robescu (n. 20 martie 1943, București, România – d. 20 octombrie 1985, București, România) poet,eseist,critic de teatru, romancier, traducător.

## Biografie
S-a născut în familia ofițerului Florian Robescu și a soției sale, Ioana (n. Chiriță). A urmat studii secundare la București (1954-1962), apoi a studiat la Facultatea de Limba și Literatura Română a Universității din București (1962-1967).
A lucrat, începând din 1975, ca redactor la revista Luceafărul.” Inteligența ieșită din comun, seducătoarea causticitate, umorul lui special, disciplina lui intelectuală, rigoarea informației, puterea de muncă și, mai ales, perseverența cu care a slujit literatura, erau tot atâtea calități care făcuseră din el unul din scriitorii importanți ai generației 70.” (Iolanda Malamen)

## Activitatea literară
Marius Robescu a debutat cu poezii în 1965 în revista Luceafărul, fiind prezentat de poetul Ion Gheorghe. Debutul editorial a avut loc doi ani mai târziu cu volumul Ninge la izvoare (1967), urmat de alte volume de poezii: Viața și petrecerea (1969), Clar și singurătate (1972), Utopia ninsorii (1975), Spiritul însetat de real (1978), Pielea minotaurului (1982), Inimile de platină (1984) și Joc și înviere (1985), precum și de antologia de autor Spiritul însetat de real (1980). A mai publicat un volum de povestiri pentru copii (Mușuroiul, 1970) și o colecție de cronici dramatice intitulată Autori și spectacole (1980). A colaborat la revistele Viața românească, România literară, Luceafărul, Tribuna, Steaua etc. A fost distins cu Premiul pentru poezie al Uniunii Scriitorilor pe 1978.
” Marius Robescu este unul dintre cei mai valoroși poeți contemporani. Atrage atenția criticii abia cu volumul din 1978, Spiritul însetat de real titlu care intuiește și reprezintă o nouă sensibilitate a liricii române contemporane, cu toate că, încă de la Ninge la izvoare poetul explora realul în ipostazele lui demitizante. Poetul suferă de prea multă luciditate.: sub crusta aureolată a realului, se descoperă agresiunea acestuia și derizoriul.. Deși structural nu mi se pare că se schimbă, el este un poet care evoluează. Fiecare volum e altceva, dar întregind și nu schimbând o sensibilitate. Această natură puțin prolifică cristalizează greu, însă mai totdeauna în minerale nobile. Indiferent de temele propuse (o nostalgie după inocența copilăriei, civilizația tehnocației, timpul și deteriorarea fiziologicului ca presimțire a morții, somnul, iubirea) lirica lui Robescu se deschide spre un realism caracteristic pentru o arie mai întinsă a poeziei contemporane. ”(Petru Poantă)
Criticul Valeriu Cristea îl considera pe Marius Robescu un poet discret, cu o expresie profundă, concentrată și viguroasă, pe care critica literară românească conformistă a întârziat mult timp să-i recunoască valoarea. Poetul era conștient de valoarea lui atunci când scria: „Sub privirile voastre chiar/înnod eu ițele poeziei/cu marile și mărunte fapte ale vieții./Iar voi secerați iarba/și nu-mi împletiți o cunună/treierați boabele/și nu-mi gătiți o pîine./În felul acesta/pier eu din pricina voastră/astfel/pieriți voi degeaba.” Poezia lui Robescu purifică și abstractizează realul, susținea Radu G. Țeposu, dovedind sensibilitatea lucidă a autorului. Cu toate acestea, exprimarea poetică ar fi încifrată și prea rece, completa criticul Ion Rotaru. Mult mai reținut, profesorul Al. Piru scria că poetul Robescu ar fi „egal cu el însuși”, „liniar” și „exanguu”.

## Opera
- Ninge la izvoare, versuri, Editura Tineretului, București, 1967;
- Viața și petrecerea, versuri, Editura pentru literatură, București, 1969;
- Mușuroiul, povestiri pentru copii, București, 1970;
- Clar și singurătate, versuri, Editura Cartea Românească, București, 1972;
- Utopia ninsorii, versuri, Editura Cartea Românească, București, 1975;
- Autori și spectacole (1970-1980), București, 1980;
- Spiritul însetat de real, versuri, cu o pref. de Petru Poantă, Editura Cartea Românească, București, 1980;
- Pielea minotaurului, versuri, Editura Cartea Românească, București, 1982;
- Inimile de platină, versuri, Editura Cartea Românească, București, 1984;
- Joc și înviere, versuri, București, 1985;
- Ideogramă: arta insomniei, cugetări, București, 1986;
- Poesii, București, 1996.
- Trunchiul și așchia, Editura Muzeul Literaturii Române, 2006

### Traduceri
- Jean-Paul Sartre, Greața, București, 1981;
- Jean-Paul Sartre, Cuvintele, în colab. cu T. Cristea, București, 2000.